# Heliodor z Emesy

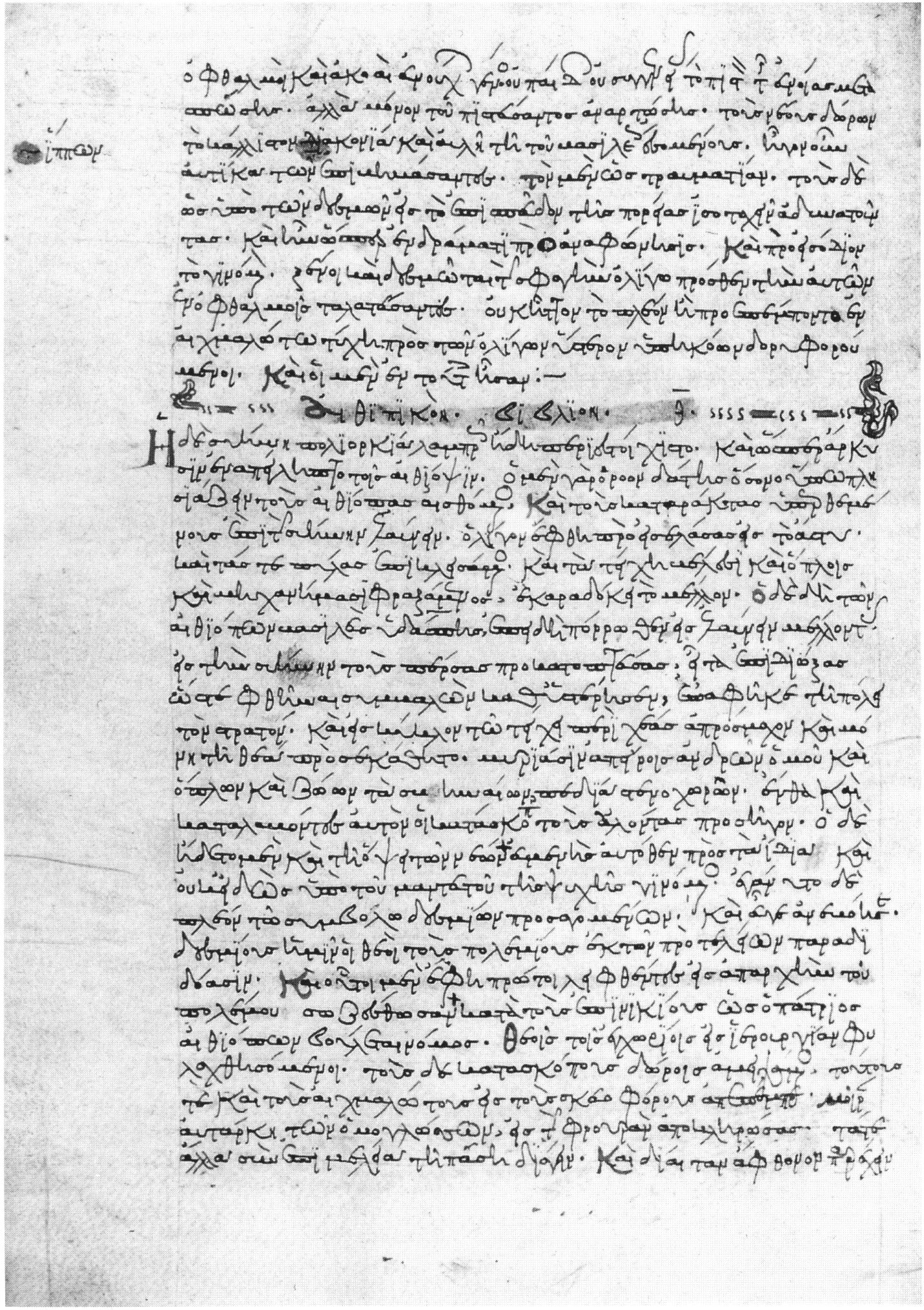
Rękopis Opowieści etiopskiej Heliodora, skopiowany w XII lub XIII wieku, pochodzący z biblioteki Bessariona. Wenecja, Biblioteca Nazionale Marciana, sygnatura Gr. 410, fol. 94v.

Heliodor, Heliodor z Emezy lub Heliodor z Emesy, także Heliodoros (stgr.  Ἡλιόδωρος) lub Heliodorus (łac. Heliodorus) – autor napisanego w języku greckim romansu Opowieść etiopska o Theagenesie i Chariklei. Wiadomo o nim jedynie, że był Fenicjaninem, synem Teodozjusza z Emesy. Współcześni uczeni uważają, że żył i tworzył w III lub IV wieku.
Heliodor był bez wątpienia człowiekiem dobrze wykształconym. W swoim dziele wykazał się między innymi znajomością dzieł Homera oraz teatru greckiego. Posługiwał się też swobodnie literackim językiem greckim. Najprawdopodobniej był poganinem, przekazał bowiem wiele informacji na temat kultu słońca pojmowanego jako bóstwo uniwersalne, magii, astrologii czy wiary w sny. Nie ma w jego dziele bezpośrednich nawiązań do chrześcijaństwa. 
Dzieło Heliodora zajmuje wyjątkowe miejsce w dziejach literatury. Było ono bardzo popularne w starożytności, średniowieczu a także w wiekach XVI-XIX. Opowieść etiopska jest przez badaczy uznawana za najlepszy przykład starożytnego romansu, a autor za najbardziej reprezentatywnego przedstawiciela tego gatunku w dziejach literatury europejskiej. Literaturoznawcy uważają Heliodora za twórcę podstawowych schematów, wątków i motywów romansowych, używanych we współczesnych powieściach i filmach tego gatunku. 
Wiarygodność innych informacji na temat życia Heliodora, przekazana przez pisarzy późnostarożytnych i średniowiecznych, jest odrzucana przez współczesnych historyków. Sokrates Scholastyk w Historii kościelnej z V wieku twierdził, że Heliodor był biskupem tesalskiej Trikki, który wprowadził celibat dla tamtejszych kapłanów. Według Sokratesa Heliodor miał napisać Opowieść etiopską w młodości, przed przyjęciem święceń kapłańskich. W IX wieku informację tę powtórzył Focjusz: tenże Heliodor, mówią, osiągnął później godność biskupa. Natomiast w XI wieku bizantyjski historyk Jerzy Kedren podał, że Heliodor napisał Opowieść etiopską za czasów Teodozjusza Wielkiego, gdy był już biskupem. XIV-wieczna bizantyjska Historia Ecclesiastica, autorstwa Nicefora Kaliksta Kstantopula, wspomina  o napisanym przez Heliodora erotyku. Na zwołanym specjalnie w tej sprawie synodzie, inni biskupi, w obawie o moralność młodzieży, postawili Heliodorowi ultimatum – powinien spalić swoje dzieło albo zrezygnować z biskupstwa. Heliodor miał wybrać rezygnację.